# Robert F. Wagner

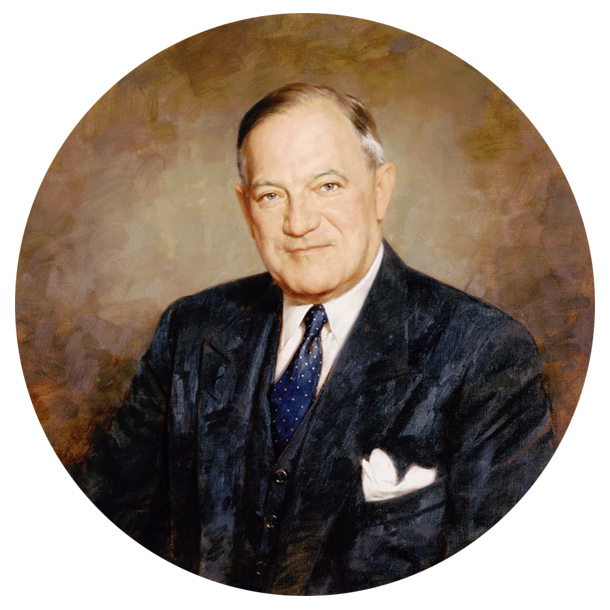
Robert F. Wagner

Robert Ferdinand Wagner (* 8. Juni 1877 in Nastätten, Hessen-Nassau; † 4. Mai 1953 in New York City) war ein deutschamerikanischer Politiker. Er vertrat den Bundesstaat New York im Senat der Vereinigten Staaten.

## Leben
Robert Wagner wurde als jüngstes von neun Kindern geboren. Mit seiner Familie kam er 1885 in die Vereinigten Staaten, wo der Achtjährige in New York City die Schule besuchte. Unfähig, auch nur ein Wort Englisch zu sprechen, lernte er schnell hinzu. Da seine Familie in Armut lebte, musste auch Wagner schon früh arbeiten gehen, war als Zeitungsverkäufer tätig oder als Hilfskraft in einem Lebensmittelgeschäft. Diese Kindheit prägte ihn:

“My boyhood was a pretty rough passage. I came through it, yes. But that was luck, luck, luck! Think of the others!”

„Meine Kindheit war eine ziemlich harte Phase. Ich habe es geschafft, ja. Aber das war Glück, Glück, Glück! Denken Sie an die anderen!“

1898 erlangte er seinen Abschluss am City College of New York, so dass er danach an der Columbia University immatrikulierte. Hier studierte er Rechtswissenschaften und erhielt im Jahr 1900 die Anwaltszulassung im Staat New York. Er schloss sich Tammany Hall an, der Organisation der New Yorker Demokraten und wurde daraufhin auch Mitglied der Demokratischen Partei.
Sein erstes öffentliches Amt bekleidete Wagner ab 1905, als er als Kandidat seiner Partei in die New York State Assembly, die Abgeordnetenkammer des Staates New York, einzog. 1908 wurde er in den Senat von New York gewählt, in dem er von 1909 bis 1918 ein Mandat ausübte. Von 1911 bis 1914 war er dort President pro Tempore und Mehrheitsfraktionsführer. Nachdem der Gouverneur von New York, William Sulzer, im Oktober 1913 im Zuge eines Amtsenthebungsverfahrens zurücktreten musste, übernahm Martin H. Glynn, der vorherige Vizegouverneur, dessen Amtsgeschäfte. Glynn nominierte daraufhin Wagner als seinen Lieutenant Governor. So kam es, dass Wagner parallel zu seiner Tätigkeit im New Yorker Senat auch von Oktober 1913 bis Dezember 1914 Vizegouverneur von New York war.
Wagners Karriere führte ihn 1919 als Richter an den New York Supreme Court, den Obersten Gerichtshof des Staates New York, wo er bis 1926 wirkte. Im selben Jahr kandidierte er mit Erfolg für einen Sitz im US-Senat und konnte den republikanischen Amtsinhaber James Wolcott Wadsworth verdrängen. Robert Wagner, der sein Amt am 4. März 1927 antrat, wurde dreimal in Folge wiedergewählt. 1944 war er Delegierter auf der Konferenz in Bretton Woods (New Hampshire), auf der das Bretton-Woods-System beschlossen wurde. Auf Initiative von ihm und der Kongressabgeordneten Edith Nourse Rogers aus Massachusetts kam im Jahr 1939 die Wagner–Rogers Bill zur Abstimmung. Das Gesetz sah vor, dass 20.000 jüdische Kinder unter 14 Jahren aus Deutschland fliehen und in die USA einreisen durften. Diese Gesetzesinitiative wurde allerdings „von einer Koalition antijüdischer Kräfte – darunter der katholische Wohlfahrtsverband und konservative Frauenorganisationen, die argumentierten, daß kein besonderer Notfall vorliege, um diese Maßnahme zu rechtfertigen – mit Leichtigkeit abgeschmettert“.
Innenpolitisch wurde unter Senator Wagner, der zu den engen Freunden von US-Präsident Franklin D. Roosevelt zählte, der New Deal forciert. Insbesondere sponserte er den Wagner Act, mit dem den Arbeitnehmern das Recht zugestanden wurde Gewerkschaften zu bilden und Löhne und Arbeitsbedingungen kollektiv zu verhandeln.
Auf Grund einer Herzerkrankung zog sich Wagner am 28. Juni 1949 als Senator ins Privatleben zurück. Er starb vier Jahre später, am 4. Mai 1953, in New York und wurde 75 Jahre alt. Es war ihm nicht mehr vergönnt, zu sehen, wie ein Jahr später, 1954, sein Sohn Robert (1910–1991) zum Bürgermeister von New York City gewählt wurde. Er blieb es bis 1965. Sein Enkelsohn Robert Ferdinand Wagner III (1944–1993) war in den 1970er Jahren Mitglied des Stadtrates von New York.